# اینگلتون، یورک‌شر شمالی
اینگلتون (به انگلیسی: Ingleton) یک روستا و محله مدنی در بریتانیا است که در کریون واقع شده‌است. اینگلتون ۲٬۱۸۶ نفر جمعیت دارد.